# Сусень (Хунедоара)
Сусень, Сусені (рум. Suseni) — село у повіті Хунедоара в Румунії. Входить до складу комуни Риу-де-Морі.
Село розташоване на відстані 279 км на північний захід від Бухареста, 43 км на південь від Деви, 130 км на схід від Тімішоари, 149 км на північний захід від Крайови.

## Населення
За даними перепису населення 2002 року у селі проживали 204 особи, усі — румуни. Усі жителі села рідною мовою назвали румунську.